# NGC 2552
NGC 2552 је спирална галаксија у сазвежђу Рис која се налази на NGC листи објеката дубоког неба.
Деклинација објекта је + 50° 0' 25" а ректасцензија 8h 19m 19,6s. Привидна величина (магнитуда) објекта NGC 2552 износи 12,0 а фотографска магнитуда 12,6. Налази се на удаљености од 10,0000 милиона парсека од Сунца. NGC 2552 је још познат и под ознакама UGC 4325, MCG 8-15-62, CGCG 236-42, IRAS 08156+5009, PGC 23340.